# Campbell (cratère)
 (décembre 2023).
Pour les articles homonymes, voir Campbell.
Campbell est un cratère d'impact lunaire situé dans l'hémisphère nord sur la face cachée de la Lune. Il se trouve au sud-ouest de la plaine D'Alembert (une formation encore plus grande). S'il était situé sur la face visible de la Lune, il serait l'un des plus grands cratères visibles, légèrement plus grand que Schickard. Il est bordé par plusieurs cratères remarquables, avec Wiener (en) au sud-ouest, Von Neumann (en) juste au sud, Ley recouvrant le bord sud-est et Pawsey (en) à l'ouest.
Cette formation a été fortement usée et érodée par une histoire avec de nombreux impacts, laissant un bord circulaire qui est un anneau irrégulier de crêtes et de pics. De multiples petits cratères se trouvent le long du bord et de la paroi intérieure, ainsi que sur le sol intérieur. Les plus remarquables d'entre eux sont Campbell X le long du bord intérieur nord-est et Campbell N près du mur intérieur sud.
Une grande partie du plancher intérieur est recouverte d’une multitude d’impacts mineurs. L’exception étant une large parcelle du sol qui a été recouverte par de la lave basaltique. Cette zone a un albédo inférieur à celui de son environnement, apparaissant ainsi sombre. Il s’étend du centre de Campbell vers le bord ouest, et a un périmètre irrégulier.
Il y a un cratère inhabituel situé au sud de Campbell et à l’ouest de Von Neumann. Celui-ci est formé par deux ou plusieurs cratères qui se chevauchent, le plus récent étant Wiener F, une formation presque hexagonale avec un intérieur accidenté.

## Cratères satellites
Par convention, ces caractéristiques sont identifiées sur les cartes lunaires en plaçant la lettre sur le côté du milieu du cratère qui est le plus proche de Campbell.
| Campbell | Latitude | Longitude | Diamètre (km) |
| -------- | -------- | --------- | ------------- |
| A        | 52.2° N  | 155.2° E  | 20            |
| E        | 46.4° N  | 158.6° E  | 15            |
| N        | 43.2° N  | 152.3° E  | 23            |
| X        | 47.7° N  | 149.4° E  | 24            |
| Z        | 48.8° N  | 152.9° E  | 28            |